# خواب بلند
خواب بلند یک مجموعه تلویزیونی محصول سال ۱۳۹۲ به کارگردانی احمد کاوری، نویسندگی حمید رضا حصاری، سمیه تاجیک و مونا انوری‌زاده و تهیه‌کنندگی مصطفی علمی‌فرد می‌باشد که از شبکه سه پخش شد. خواب بلند، محصول گروه سریال‌های تلویزیونی سیمافیلم است و در ۷ قسمت ۴۵ دقیقه‌ای تهیه شد.

## داستان مجموعه
صبا و امیر زوج روزنامه‌نگاری هستند که در دفتر یک روزنامه فعالیت می‌کنند. در بحبوحهٔ انتخابات ۱۳۸۸ ریاست جمهوری مقاله ای توسط صبا تنظیم می‌شود که به خاطر شرایط ملتهب جامعه برای چاپ آن، با مخالفت همسرش امیر که سردبیر روزنامه نیز است مواجه می‌شود. این امر باعث کدورت بین آن‌ها می‌شود و صبا نیز به کشورش بدبین می‌شود و بیان می‌کند که در این کشور آزادی وجود ندارد تا این که…

## بازیگران
| بازیگر            | نقش             | توضیحات                                      |
| ----------------- | --------------- | -------------------------------------------- |
| لعیا زنگنه        | صبا منصور       | خبرنگار، همسر امیر، خواهر ستاره              |
| امیرحسین مدرس     | امیر رضوی       | خبرنگار و سردبیر نشریه، همسر صبا، برادر فرید |
| امیررضا دلاوری    | شهریار تهامی    | خبرنگار، نامزد مریم                          |
| خاطره حاتمی       | مریم شکیب       | خبرنگار، نامزد شهریار، دوست صبا              |
| امیر کاظمی        | فرید رضوی       | برادر امیر                                   |
| سولماز آقمقانی    | ستاره منصور     | همسر مرتضی، خواهر صبا                        |
| محبوبه بیات       | -               | مادر صبا و ستاره، مادر زن امیر و مرتضی       |
| فرخ نعمتی         | دکتر علی پیرزاد | مدیر دفتر روزنامه                            |
| مجید مشیری        | ایرج همامی      | برادر ناتنی امیر و فرید                      |
| زهرا سعیدی        | مهین            | همسایه صبا                                   |
| حمیدرضا حصاری     | مرتضی           | همسر ستاره، شوهر خواهر صبا                   |
| زری اماد          | نگار پرتوی      | خبرنگار، دوست صبا                            |
| فرج الله گل سفیدی | قدرت شکری       | آبدارچی دفتر روزنامه                         |
| بهشاد شریفیان     | -               | پلیس                                         |
| بیژن افشار        | -               | دکتر مادر صبا                                |

## عوامل تولید
برخی عوامل سازنده این مجموعه عبارتند از:
- مدیر تولید: طاهر امنی
- مدیر برنامه‌ریزی: رضا اصغری
- مدیر تصویربرداری: اسماعیل آقاجانی
- صدابردار: کامران کیان‌ارثی
- طراح صحنه و لباس: علی مربی
- طراحی و اجرای گریم: آرمین اسماعیلی
- تدوین: حسن ایوبی، حسین حشمت‌نیا
- موسیقی: پوریا حیدری
- مدیر تدارکات: حمیدرضا حاجی‌زاده
- عکاس و تصویربردار پشت صحنه: اکبر آقامحمدی